# Common Berthing Mechanism

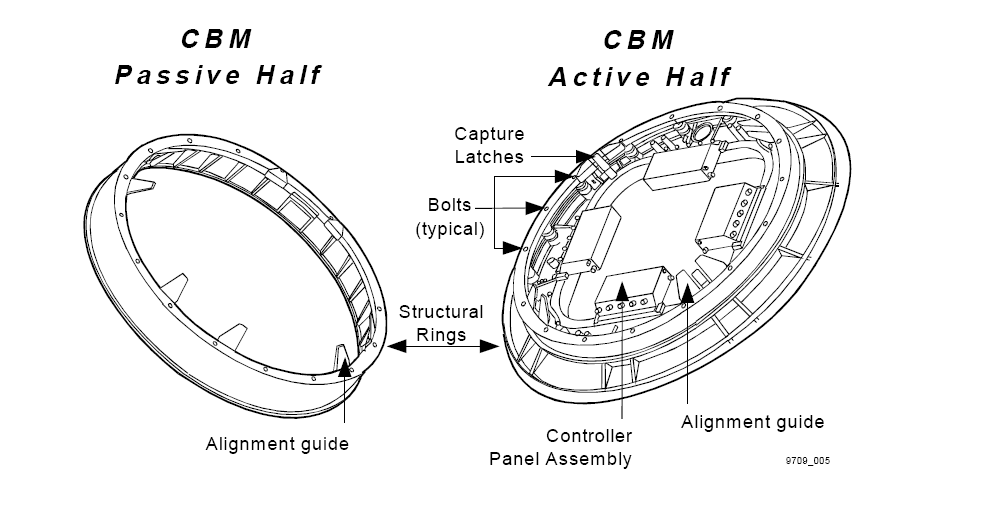
Schemat systemu CBM

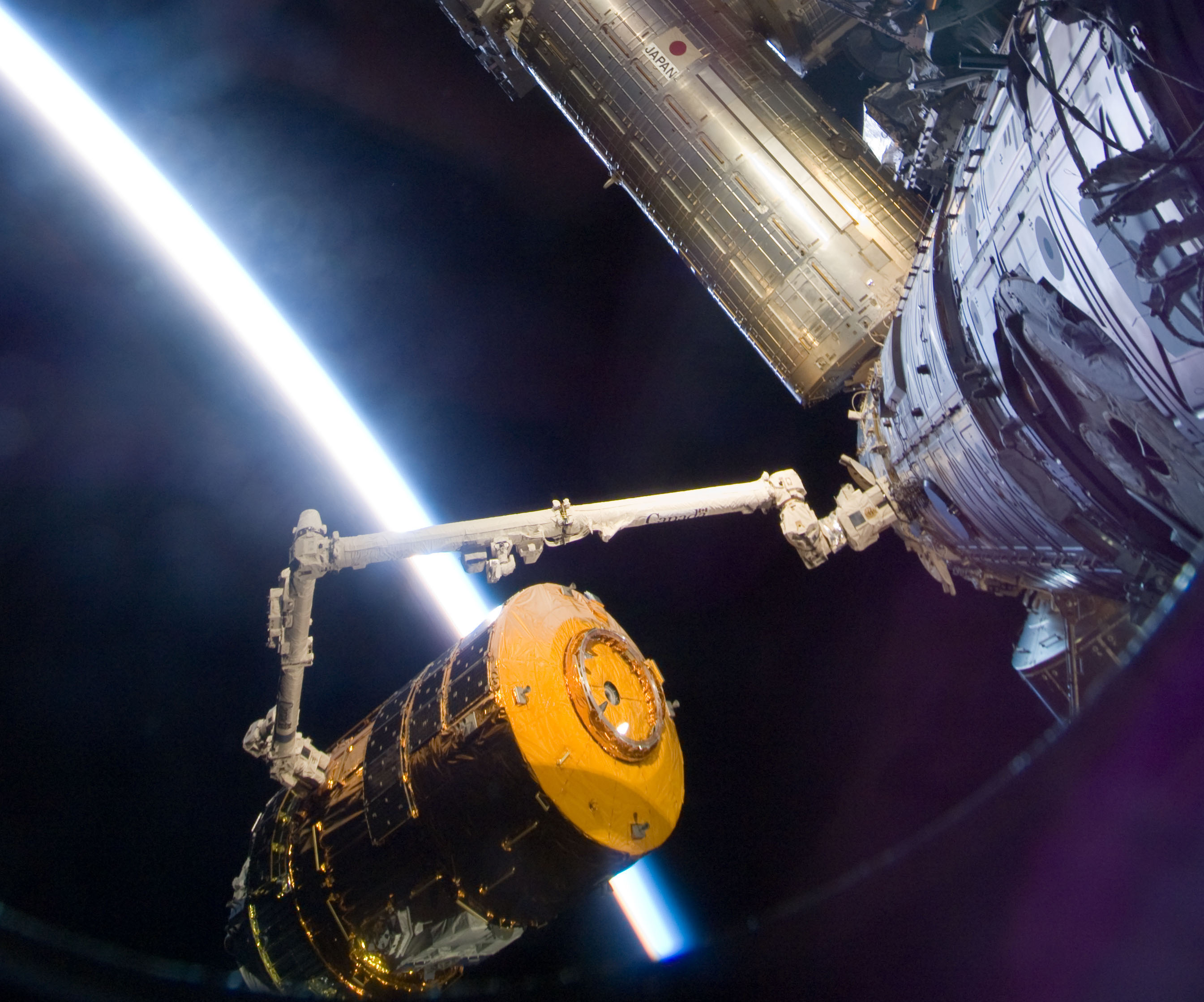
HTV odłączany od CBM

Common Berthing Mechanism (CBM) – mechanizm dokowania statków kosmicznych, stosowany we wszystkich sekcjach Międzynarodowej Stacji Kosmicznej z wyjątkiem segmentu rosyjskiego (używającego systemów APAS-95 i SSWP-G4000). Został opracowany przez firmę Boeing w Centrum Lotów Kosmicznych imienia George’a C. Marshalla (MSFC) w Huntsville, Alabama w ramach kontraktu z NASA.
System CBM składa się z dwóch elementów: aktywnego (ACBM) i pasywnego (PCBM). Elementy te po zetknięciu i aktywowaniu tworzą połączenie hermetyczne. Systemy CBM wyposażone są we właz o średnicy 127 cm pozwalający na przejście załogi i transport ładunku. Rozmiar taki pozwala na przenoszenie pomiędzy zadokowanymi pojazdami prekonfigurowanych i załadowanych szaf systemu ISPR dostarczanych np. na pokładzie modułów MPLM, wyposażonych w porty CMB. Po otwarciu włazów załoga może dokonać manualnego podłączenia systemów przesyłu danych, elektryczności i płynów.
Pierwszymi modułami ISS wyposażonymi w system CBM były moduł Unity oraz PMA-1 i PMA-2. Wszystkie trzy zostały wyniesione jednocześnie na pokładzie wahadłowca Endeavour. Pierwszym użyciem mechanizmu na orbicie było cumowanie elementu Z1 kratownicy do modułu Unity.
CBM wykorzystywany jest jako system dokujący w japońskich H-II Transfer Vehicle (HTV), pojazdach SpaceX Dragon oraz Cygnus. Pojazdy te wyposażone są w komponent PCBM i cumowane są do jednego z węzłów ACBM stacji z użyciem ramienia Canadarm.
Każdy dołączany do stacji moduł wymaga PCBM cumowanego do znajdującego się już w strukturze węzła ACBM. Moduły węzłowe ISS wyposażone są w cztery porty ACBM. Unity ma dwa porty ACBM w osi, natomiast Harmony i Tranquility po jednym PCBM i jednym ACBM w osi. Laboratorium Destiny i Kibō również mają po jednym PCBM i jednym ACBM

## Galeria

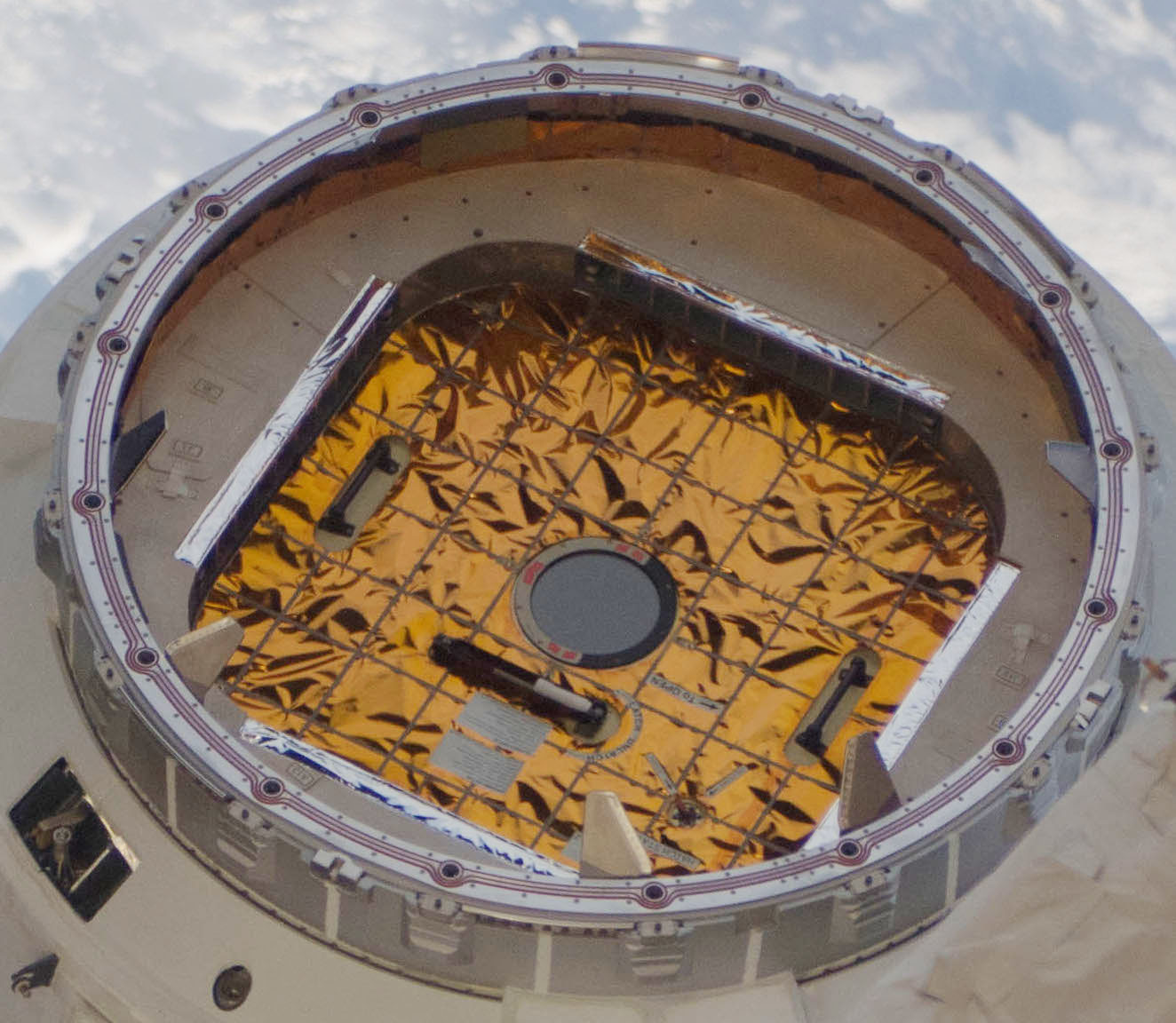
CBM pasywny
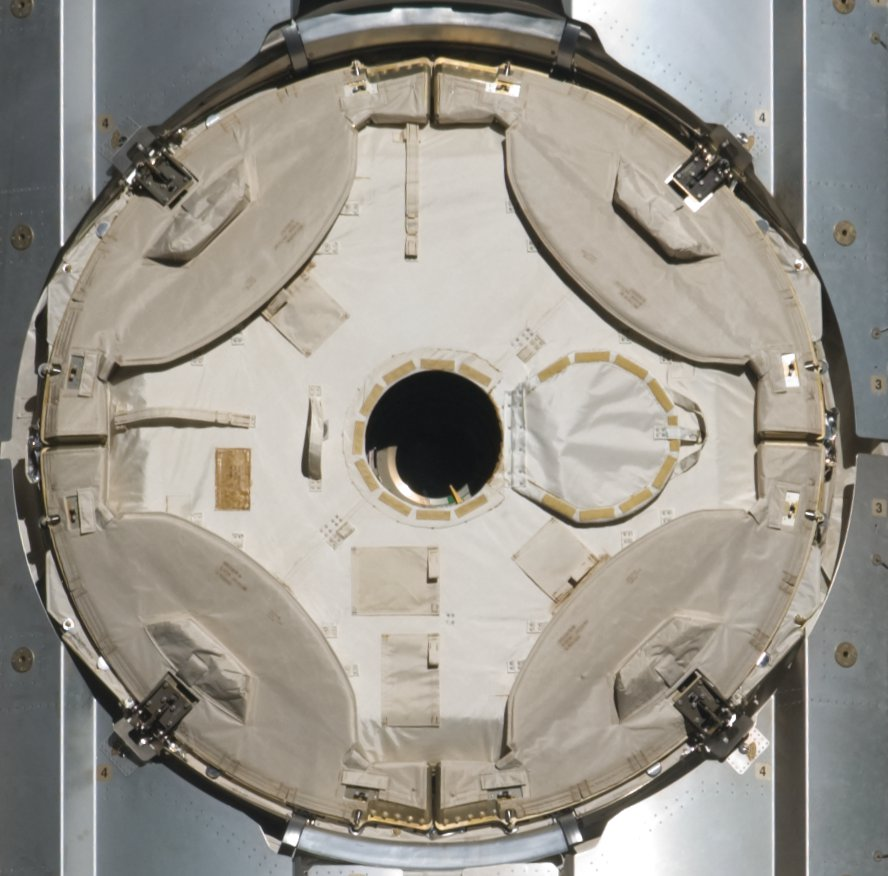
CBM aktywny (pokrywy zamknięte)
- Zamykanie pokryw aktywnego CMB